# Vilém Loos
Valentin Jaroslav Loos, detto Vilém (Praga, 20 settembre 1895 – Praga, 8 settembre 1942), è stato un hockeista su ghiaccio e calciatore ceco.

## Biografia
Nacque nella famiglia di un macellaio di Holešovice, František Loos (1858–1911) e di sua moglie Barbora Linhartová (nata nel 1863).
Il fratello Josef Loos (1888–1955) fu anch'egli un giocatore di hockey.
Loos lavorò come impiegato di banca. Il 23 febbraio 1920, sposò Růžena Anna Matoušová (nata nel 1895) a Praga.
Morì improvvisamente a 46 anni per un attacco di cuore.

## Carriera

### Calcio
Come molti giocatori di hockey slavi del tempo, è stato originariamente un giocatore di calcio. Ha militato nello Slavia Praga e ha giocato con la nazionale della Cecoslovacchia ai Giochi Interalleati del 1919.

### Hockey su ghiaccio
Valentin "Vilda" Loos ha iniziato a giocare ad hockey su ghiaccio seguendo il fratello maggiore Josef nell'allora SK Slavia Praga. Hanno giocato insieme nella rappresentativa cecoslovacca nel torneo di hockey su ghiaccio alle Olimpiadi estive di Anversa del 1920, conquistando la medaglia di bronzo. 
Ha vinto due titoli del campionato europeo nel 1922 e 1925.
In nazionale ha collezionato 27 presenze segnando 12 gol.

## Palmarès

### Olimpiadi
- Bronzo a Anversa 1920 nell'hockey su ghiaccio.